# Линвуд (Пенсилванија)
Линвуд (енгл. Linwood) насељено је место без административног статуса у америчкој савезној држави Пенсилванија.

## Демографија
По попису из 2010. године број становника је 3.281, што је 93 (-2,8%) становника мање него 2000. године.
| Група             | 2000.         | 2010.         |
| Белци             | 3.223 (95,5%) | 2.805 (85,5%) |
| Афроамериканци    | 61 (1,8%)     | 261 (8,0%)    |
| Азијати           | 14 (0,4%)     | 20 (0,6%)     |
| Хиспаноамериканци | 45 (1,3%)     | 122 (3,7%)    |
| Укупно            | 3.374         | 3.281         |